# Jan Guillou
Cet article possède un paronyme, voir Jean Guillou.
Pour les articles homonymes, voir Guillou.

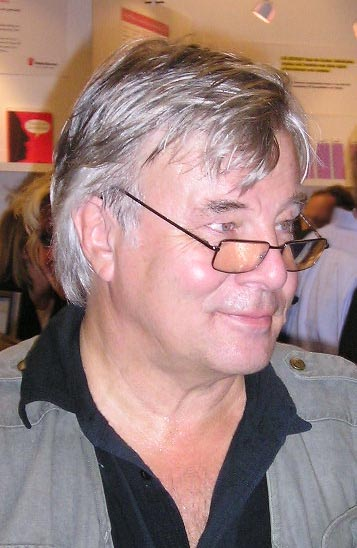
Jan Guillou en 2005

Jan Oscar Sverre Lucien Henri Guillou, né le 17 janvier 1944 d’un père breton et d’une mère norvégienne à Södertälje, est l’un des plus célèbres écrivains et journalistes suédois. Parmi ses ouvrages, les plus connus sont ses romans mettant en scène l’espion suédois Carl Hamilton et sa trilogie du templier Arn Magnusson.
Guillou est devenu célèbre pour avoir révélé un scandale lié aux services secrets en 1973 (L’« affaire IB »). Cette révélation lui a valu dix mois d’emprisonnement. Il est aujourd’hui un journaliste indépendant influent, en particulier sur le conflit au Moyen-Orient et diverses questions intérieures. Ses articles, publiés dans le plus grand tabloïd suédois, Aftonbladet, critiquent notamment la manière dont les États-Unis mènent leur « guerre contre le terrorisme », l’occupation des territoires palestiniens par Israël, les services secrets suédois et les prétendus « experts » qui sévissent, par exemple, dans les tribunaux.

## Ses débuts
Guillou est né à Södertälje, en Suède, d’un père breton, Charles Guillou (1922–2020), et d'une mère norvégienne, Marianne Botolfsen (1922–2013). Il travaille comme journaliste pour FIB-aktuelt en 1966-1967 et est cofondateur du magazine Folket i bild-Kulturfront dans lequel il écrit de 1970 à 1977.

## L’affaire IB
En 1973, Folket i bild-Kulturfront publie une série d’articles écrits par Jan Guillou et Peter Bratt (en) qui révèlent que l’agence de renseignement militaire secrète et illégale Informationbyrån (ou IB) collectait des informations sur les citoyens suédois dans des buts politiques. Ces articles provoquèrent un gigantesque scandale, connu sous le nom d’« Affaire IB ». Guillou et Bratt furent condamnés pour espionnage.

## Télévision
Jan Guillou écrit et prête sa voix à la série documentaire historique « L’Ère des sorcières », pour la chaîne suédoise TV4, et participe, au cours des années 1980, à l’émission, parfois controversée, de journalisme d’investigation « Rekordmagazinet » pour la Sveriges Television. Il fait également son apparition dans de nombreuses autres émissions télévisées suédoises.

## Livres: La série du Coq Rouge, la trilogie des croisades,La Fabrique de violence
En 1986, Guillou publie un roman dont le héros est Carl Hamilton, espion des renseignements secrets suédois. Ce personnage de fiction a bénéficié d’un entraînement du type de celui des Navy SEAL américains, mais son passé de gauchiste lui vaudra le surnom de Coq Rouge. Ce premier roman sera suivi de neuf autres aventures.
Une fois achevée la série des « Coq Rouge », Guillou se lance dans l’écriture d’une trilogie médiévale (dite « des croisades ») autour du personnage d’Arn Magnusson : Le Chemin de Jérusalem, (Agone, 2007 [Vägen till Jerusalem, 1998]), Le Chevalier du Temple (Agone, 2007 [Tempelriddaren, 1999]), Le Royaume au bout du chemin (Agone, 2008 [Riket vid vägens slut, 2000]). Cette trilogie prend à contre-pied la vision traditionnelle d’un Moyen Âge sombre et barbare pour dévoiler l’extraordinaire dynamisme du laboratoire culturel et politique qu'il a représenté. En filigrane, elle érige en modèle les valeurs de tolérance et d'humanisme dont son héros est porteur.
En 2001, Guillou publie une suite autour du personnage de Birger Jarl, présenté dans la fiction comme le petit-fils d’Arn Magnusson, intitulée L'Héritage d’Arn (Arvet efter Arn).
Son roman autobiographique sur son expérience d'éducation (La Fabrique de violence, Agone, 2001 [Ondskan, 1981]) est adapté au théâtre en France par la compagnie La Métonymie en 2002, sur une mise en scène de Tiina Kaartama, avec Christophe Caustier dans le rôle principal. En 2003, il est adapté au cinéma en Suède par Mikael Hafstrom et le film est nommé pour un Oscar du cinéma, mais Guillou ne peut assister à la cérémonie car il est toujours inscrit sur la liste des terroristes établie par les États-Unis – sans doute parce qu'il a été, à la fin des années 1960, membre de l'organisation marxiste-léniniste du Front démocratique pour la libération de la Palestine (FDLP). Il parvient à obtenir un visa à la condition d'assister uniquement à la cérémonie, à laquelle il n'est finalement pas invité.

## Opinions controversées
Guillou a toujours critiqué Israël dans les termes les plus durs, comparant l’occupation des territoires palestiniens à l’apartheid sud-africain et affirmant que le sionisme est un mouvement raciste. Il a déclaré, à propos de l’occupation de la Cisjordanie et de Gaza : « La différence entre Israël et l’apartheid de l’État sud-africain, c’est qu’Israël assassine plus de gens et qu’elle en détient plus encore dans ses prisons et dans les zones surveillées par l’armée ». »
Guillou a également participé aux premières émissions radiophoniques animées par Ahmed Rami. Au début, ce dernier restait concentré sur l’occupation des territoires palestiniens par Israël, mais lorsqu’il se mit à nier l’Holocauste et à exprimer des sympathies nazies, Guillou refusa de participer plus avant à ses émissions. Ce programme a aujourd’hui cessé mais Rami continue de diriger le site Internet Radio Islam, sur lequel il fait paraître des citations de Guillou datant des émissions diffusées à la fin des années 1980 ainsi que des extraits plus récents d’articles écrits par Guillou.
Dans son livre Irak - det nya Arabien, publié en 1976, Guillou affirmait que l’exode des Juifs d’Irak n’avait rien à voir avec les persécutions arabes mais avec, entre autres choses, le travail des « agents israéliens qui jetaient des bombes dans les mosquées de Bagdad ». C’est une idée largement diffusée, même si elle est aujourd’hui démentie. Néanmoins les spécialistes concèdent que les activités des réseaux sionistes en Irak ont effectivement joué un rôle dans l’empressement des Juifs à quitter le pays. Dans ce livre, Guillou qualifie Israël de « raciste » et d’« État guerrier européen ». En 1977, il déclarait dans un entretien accordé au journal suédois Svenska Dagbladet : « Je suis un optimiste et je crois qu’Israël cessera d’exister avant l’Armageddon. »
Guillou a aussi été accusé d’anti-américanisme. Au cours d’un débat télévisé qui a suivi les attaques terroristes du 11 septembre 2001, il a refusé ostensiblement de respecter les trois minutes de silence observées à travers toute l’Europe pour rendre hommage aux victimes des attentats de New York et de Washington en déclarant que « les États-Unis [étaient] les plus grands bouchers de notre temps » et que les attentats terroristes ne visaient pas tous les Américains, mais seulement les symboles de l’impérialisme américain.